# 팔다리뼈대

팔다리뼈대(appendicular skeleton, 부속성골격, 사지골격, 부속골격)는 팔뼈대와 다리뼈대로 나뉜다.

## 팔뼈대
팔뼈대는 양 팔과 어깨에 있는 뼈로 한쪽에 32개씩 64개가 있다.
- 팔이음뼈 4개
  - 빗장뼈
  - 어깨뼈
- 팔뼈 6개
  - 위팔뼈
  - 자뼈
  - 노뼈
- 손뼈 54개
  - 손목뼈 16개
    - 갈고리뼈(Hamate)
    - 알머리뼈(Capitate)
    - 작은마름뼈(Trapezoid)
    - 큰마름뼈(Trapezium)
    - 콩알뼈(Pisiform)
    - 세모뼈(Triquetrum)
    - 반달뼈(Lunate)
    - 손배뼈(Scaphoid)

  - 손허리뼈(Metacarpal bone) 10개
  - 손가락뼈(Phalanges) 28개

## 다리뼈대
다리뼈대는 양 다리에 있는 뼈로 한쪽에 31개씩 62개가 있다.
- 다리이음뼈 2개
  - 볼기뼈(관골(臗骨), hip bone) 2개[2]
    - 엉덩뼈(장골, ilium) 2개
    - 궁둥뼈(좌골, ischium) 2개
    - 두덩뼈(치골, pubis) 2개
- 다리뼈 8개
  - 넙다리뼈
  - 무릎뼈
  - 정강뼈
  - 종아리뼈
- 발뼈 52개
  - 발목뼈 14개
    - 목발뼈(거골, talus) 2개
    - 발꿈치뼈(종골, calcaneus) 2개
    - 발배뼈(주상골, navicular bone) 2개
    - 쐐기뼈 6개
      - 안쪽 쐐기뼈(제1 설상골, first (medial) cuneiform) 2개
      - 중간 쐐기뼈(제2 설상골, second (intermediate) cuneiform) 2개
      - 가쪽 쐐기뼈(제3 설상골, third (lateral) cuneiform) 2개

    - 입방뼈(입방골) 2개

  - 발허리뼈 10개
  - 발가락뼈 28개

## 같이 보기
- 인체골격
- 몸통뼈대
- 인간의 다리
- 상지
- 팔다리